# A török 57. ezred emlékparkja
A török 57. ezred emlékparkja (57. Alay Şehitliği) a Gallipoli-félszigeten található, és a nemzetközösségi csapatok előrenyomulását megállító első világháborús török katonák előtt tiszteleg.
Az ANZAC-csapatok 1915. április 25-én szálltak partra Gaba Tepénél. A szárazföld belseje felé tartó előrenyomulásukat a Mustafa Kemal Atatürk vezette 19. hadosztály 57. (anatóliai) gyalogezredének ellentámadása állította meg.
Az emlékparkot az angolszászok által Sakktáblának nevezett magaslat tetején alakították ki 1992-ben. Az emlékpark magában foglal egy szimbolikus temetőt, egy tornyot és két szobrot. Az egyik, a Tisztelet a török katonának elnevezésű szobor egy szuronyos puskával támadó török gyalogost, a másik az utolsónak, 1994-ben 108 vagy 110 éves korában elhunyt török veteránt, Hüseyin Kaçmazt ábrázolja unokája társaságában. Több plakettet is elhelyeztek az emlékparkban, amelyeken az elesett török katonák neve olvasható.